# لوسیادها
لوسیادها (به پرتغالی: Os Lusíadas) یک حماسه منظوم به زبان پرتغالی است که آن را لوئیس دکاموئش نوشت. لوسیادها به عنوان حماسه ملی کشور پرتغال شناخته می‌شود.
این اثر احتمالاً در سال ۱۵۵۶ نگاشته شد اما تاریخ انتشار آن ۱۵۷۲ در عصر کلاسیسیسم ادبیات اروپا است. مضمون آن توصیفات خیالی از سفرهای اکتشافی سده‌های پانزده و شانزده دریانوردان پرتغالی در دوردست‌های جهان است. واژه «لوسیاد» به معنی پرتغالی‌هاست و این اثر در حقیقت به بررسی حماسه بزرگ و سفر اکتشافی واسکو دو گاما، دریانورد بزرگ پرتغالی اختصاص دارد و در آن به ستایش از پرتغال و پرتغالی‌ها پرداخته شده‌است.
لوسیادها در سبک هومری نوشته شد و در آن از مضمون‌های حماسه رومی انه‌اید و حماسه‌های یونانی ایلیاد و ادیسه بهره زیادی گرفته شده‌است.
لوسیادها از ۱۰ گفتار تشکیل شده که جمعاً ۱۱۰۲ بند شعری دارند و وزن شعری آن ABABABCC است.

## ساختار
منظومه لوسیادها از چهار بخش تشکیل شده‌است:
- پیش‌گفتار: شامل معرفی درون‌مایه و قهرمانان داستان
- دعای توسل: که دعایی است خطاب به تاگیدس، پری رودخانه تژو
- تقدیم‌نامه: پیشکش به سباستیان شاه پرتغال که اصل حماسه به صورت روایت در ادامه آن آمده‌است.
- پس‌گفتار: که در بخش دهم بند ۱۴۵ آغاز می‌شود.